# Antwerpen-Express-Klasse
Die Antwerpen-Express-Klasse ist eine Baureihe von sieben Panamax-Containermotorschiffen der Hamburger Reederei Hapag-Lloyd. Die in den Jahren 1999 und 2000 hergestellten Einheiten zählen zu den Containerschiffen der vierten Generation.
Hapag-Lloyd nahm am 27. Juni 2013 eine neue Antwerpen Express in Betrieb, die zu den zehn Neopanamax-Schiffen der 2012 begonnenen Hamburg-Express-Klasse gehört.

## Beschreibung
Der Schiffstyp der Antwerpen-Express-Baureihe wurde von der südkoreanischen Werft Hyundai Heavy Industries gebaut und war eine Weiterentwicklung der vorhergehenden Hapag-Lloyd-Klassen mit Elementen des Schiff-der-Zukunft-Projektes. Sie verfügen daher über Ruderhäuser mit optimierter Rundumsicht und am Heck angeordnete Freifallrettungsboote. Schiffbaulich ist der in Zusammenarbeit mit dem Germanischen Lloyd entwickelte Panamax-Entwurf, wie bei vergleichbaren Hapag-Lloyd-Klassen, ohne Längsherfte ausgeführt. Als Vorteile der damals neuartigen Konstruktion galten das größere Laderaumvolumen und die verringerten Baukosten. Die Gesamtkapazität beträgt knapp 4900 TEU, es sind 370 Anschlüsse für Kühlcontainer vorhanden.

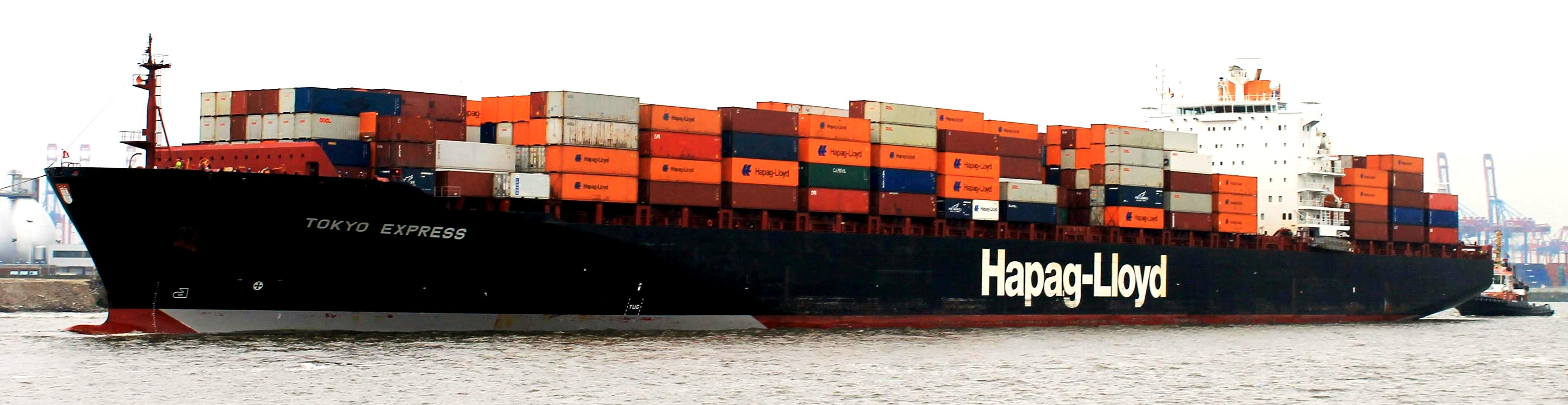
Die Tokyo Express läuft in Hamburg ein

Die Schiffsaufbauten sind etwa auf vier Fünftel der Länge achtern angeordnet. Der verwendete Hauptmotor wirkt direkt auf einen Festpropeller und einen Wellengenerator. Die Bordenergie wird durch drei Hilfsdiesel und einen Notdiesel bereitgestellt. Zur Unterstützung der An- und Ablegemanöver sind die Schiffe mit einem Bugstrahlruder ausgerüstet.
Das Typschiff, die Antwerpen Express, wurde am 29. Juni 1999 auf Kiel gelegt, am 16. Oktober 1999 aufgeschwommen und am 12. Januar 2000 in Dienst gestellt. Es folgten drei Schiffe für Hapag-Lloyd und drei weitere Schiffe, die für die griechische Reederei Costamare gebaut wurden und in Langzeitcharter für Hapag-Lloyd fahren. Das letzte Schiff der Serie, die New York Express, wurde im Dezember 2000 abgeliefert. Alle Schiffe der Klasse wurden im Liniendienst zwischen Europa und Ostasien eingesetzt.

## Die Schiffe
| Antwerpen-Express-Klasse | Antwerpen-Express-Klasse | Antwerpen-Express-Klasse | Antwerpen-Express-Klasse | Antwerpen-Express-Klasse                       | Antwerpen-Express-Klasse                                                           |
| Bauname                  | Bauwerft / Baunummer     | IMO- Nummer              | Auftraggeber             | Kiellegung Stapellauf Indienststellung         | Umbenennungen und Verbleib                                                         |
| ------------------------ | ------------------------ | ------------------------ | ------------------------ | ---------------------------------------------- | ---------------------------------------------------------------------------------- |
| Antwerpen Express        | Hyundai / 1190           | 9193288                  | Hapag-Lloyd              | 29. Juni 1999 16. Oktober 1999 12. Januar 2000 | 2012: Dallas Express, so in Fahrt                                                  |
| Tokyo Express            | Hyundai / 1191           | 9193290                  | Hapag-Lloyd              | - 25. März 2000 20. Mai 2000                   | So in Fahrt                                                                        |
| Bremen Express           | Hyundai / 1192           | 9193305                  | Hapag-Lloyd              | - 25. März 2000 15. Juni 2000                  | 2007: Seoul Express, so in Fahrt                                                   |
| Rotterdam Express        | Hyundai / 1193           | 9193317                  | Hapag-Lloyd              | - Juni 2000 18. August 2000                    | 2022: Amsterdam Express, so in Fahrt                                               |
| Singapore Express        | Hyundai / 1229           | 9200809                  | Costamare                | 3. August 2000 6. Oktober 2000 28. August 2000 | 2020 verschrottet                                                                  |
| Kuala Lumpur Express     | Hyundai / 1230           | 9200811                  | Costamare                | - - Oktober 2000                               | 2008: Oakland Express, 2021: Oakland, so in Fahrt                                  |
| New York Express         | Hyundai / 1231           | 9200823                  | Costamare                | 13. Juni 2000 5. September 2000 November 2000  | 2012: Halifax Express, 2021: Wan Hai 529, 2022: Interasia Inspiration, so in Fahrt |